# Bashilo
Bashilo (aussi connue sous le nom de Beshitta) est située en Éthiopie. Connu pour son canyon, qu'une source décrit comme presque aussi étendu que le canyon de sa source, la Abay, également connu sous le nom de Nil Bleu, la rivière prend sa source juste à l'ouest de Kutaber dans la Région d'Amhara. S'écoulant d'abord vers le nord-ouest jusqu'à l'endroit où la Tergiya s'y jette, elle se dirige ensuite vers le sud-ouest jusqu'à sa confluence avec l'Abay. Sa superficie de drainage est d'environ 13 242 kilomètres carrés couvrant des parties de la  Semien Gondar, Semien Wollo et Debub Wollo Zones. Ses affluents comprennent la Checheho et le Walano.

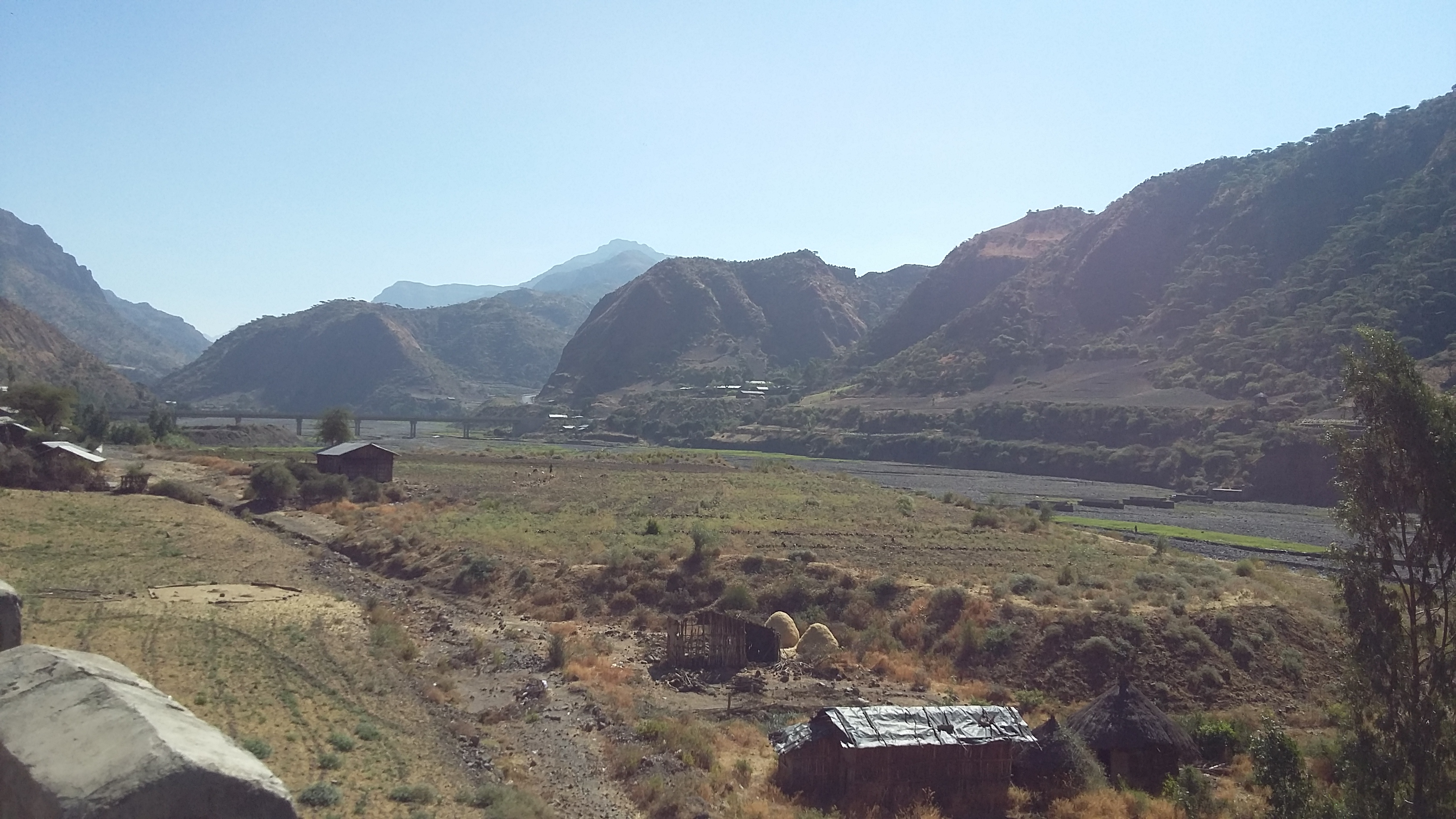
Beshlo River et le pont sur la rivière près de Kutaber

Le Bashilo était également important pour définir les limites des provinces éthiopiennes. Au XVIIe siècle, elle séparait le Begemder de la Amhara. À la fin du XVIIIe siècle, elle était devenue la frontière nord de Shewa, comme l'illustre le refus de l'empereur Tekle Giyorgis I de traverser le Bashilo parce qu'ils entrerait dans cette province. La rivière est restée la limite nord de Shewa jusqu'en 1870 par Negus Ménélik de Shewa dans une lettre à G.R. Goodfellow.